# Bernd Scheffler
Bernd Scheffler (* 23. Oktober 1947 in Leipzig) ist ein deutscher Politiker (CDU). Er war von 1990 bis 1994 Mitglied im Landtag Sachsen-Anhalt.

## Ausbildung und Leben
Bernd Scheffler schloss 1964 die 10-Klassen-Oberschule in Leipzig ab, machte bis 1967 eine Werkzeugmacherlehre in Glashütte und arbeitete als Werkzeugmacher. 1967/73 war er EDV-Organisator im VEB Robotron Berlin und später in Magdeburg, 1974 wurde er Abteilungsleiter EDV bei den Sozialistischen Handelsbetrieben Möbel Magdeburg. 1980 studierte er an der Fachschule für Binnenhandel in Dresden, Außenstelle Magdeburg. 1984 studierte er an der Handelshochschule in Leipzig im Fernstudium. 1989 wurde er Betriebsteilleiter von SHB Möbel Magdeburg. 1990 war er für kurze Zeit Abteilungsleiter bei der ATLAS Handels-GmbH Magdeburg.
Bernd Scheffler ist evangelischer Konfession, verheiratet und hat eine Tochter.

## Politik
Bernd Scheffler wurde bei der ersten Landtagswahl in Sachsen-Anhalt 1990 im Landtagswahlkreis Burg (WK 6) direkt in den Landtag gewählt. Bis Dezember 1991 gehörte er der CDU-Fraktion an. Im Dezember 1991 verließ er die CDU-Fraktion und schloss sich der „Freien Fraktion“ von Joachim Auer an. Bereits wenige Wochen später verließ er die freie Fraktion und war Januar 1992 bis Februar 1992 fraktionslos. Ab Februar 1992 war er formal Gast der CDU-Fraktion.